# Mourir à Madrid
Mourir à Madrid és una pel·lícula documental francesa de Frédéric Rossif estrenada el 1963 dedicada a la Guerra Civil espanyola, per la qual va guanyar el premi Jean-Vigo el 1963 i va ser nominada a l'Oscar al millor documental el 1965.

## Presentació
El 1936, el Front Popular va guanyar les eleccions generals espanyoles del 1936 i, per tant, va provocar un augment del descontentament per part de la dreta: carlistes, monàrquics alfonsins, feixistes, conservadors i altres nostàlgics de la pre-república, de l'Espanya eterna, catòlica i imperial, intentaren enderrocar el poder que hi havia a Madrid amb l'ajut d'un putch que tindrà lloc els dies 17 i 18 de juliol de 1936. Tot i que fracassat, aquest cop d'estat serà el detonant d'una cruenta guerra civil que Frédéric Rossif documenta a Mourir à Madrid.
La pel·lícula constitueix un treball formidable d'investigació d'arxius sobre la Guerra Civil espanyola, que utilitza materials de la Unió Soviètica, els Estats Units, França, Alemanya i Espanya. Per descomptat, Rossif no fa la feina d'un historiador, però ens ensenya l'essencial, és a dir, que la guerra es va guanyar gràcies al massiu suport dels alemanys i els italians. El comentari és de Madeleine Chapsal, essencialment dit per Jean Vilar i Suzanne Flon. La música és de Maurice Jarre. La productora és Nicole Stéphane.
Aquesta pel·lícula no va ser fàcil de fer i va ser atacada molt per la seva estrena tant per l'extrema dreta com per l'extrema esquerra. El govern francès, per complaure al dictador espanyol Franco, va retardar l'estrena de la pel·lícula durant més d'un mes i va demanar que es tallessin algunes escenes: segons el testimoni de Nicole Stéphane el 2006, el govern espanyol va demanar vint-i-cinc retallades i la censura francesa finalment en va fer sis.

## Repartiment
- John Gielgud - Narrador (veu)
- Irene Worth - Co-Narrador
- Suzanne Flon - Comentarista / Narrador (versió francesa) (veu)
- Roger Mollien - Comentarista / Narrador (versió francesa) (veu)
- Germaine Montero – Comentarista / Narrador (versió francesa) (veu)
- Pierre Vaneck - Comentarista / Narrador (versió francesa) (veu)
- Jean Vilar - Comentarista / Narrador (versió francesa) (veu)

## Crítiques
| «                                       | "Aquesta és una obra excepcional. (...) Gran pel·lícula per a entendre, de pas, un moment clau de la història contemporània. (...) Puntuació: ★★★★ (sobre 5)" | » |
| — Leonardo D'Espósito: Revista Noticias | |   |

## Premis
- Premi Jean Vigo (1963)
- Premi del Chevalier de la Barre (1963)